# Clathria poecilosclera
Clathria poecilosclera är en svampdjursart som först beskrevs av Sarà och Siribelli 1960.  Clathria poecilosclera ingår i släktet Clathria och familjen Microcionidae.
Artens utbredningsområde är Italien. Inga underarter finns listade i Catalogue of Life.